# 1-ша окрема бригада територіальної оборони ім. Івана Богуна
1-ша окрема бригада територіальної оборони ім. Івана Богуна (1 ОБрТрО) — військове з'єднання Сил територіальної оборони України.
У березні 2022 року була створена 1-ша бригада спецпризначення ім. Івана Богуна. Вона брала участь у звільненні Чернігівської, Дніпропетровської, Херсонської, Житомирської та Київської області. Підрозділи бригади в 2022 році вели важкі бої у звільненні Харківщини, та контрнаступі на Берислав Херсонської області (Борозенське, Кучерське, П'ятхатки).
У квітні 2024 року бригада увійшла до складу Сил територіальної оборони України, і згодом змінила назву на 1-шу бригаду територіальної оборони.
Бригада названа на честь Івана Богуна — козацького полководця часів Хмельниччини.

## Історія
4 березня 2022 року була створена 1-ша бригада спецпризначення з ветеранів російсько-української війни, і одразу почала воювати. Бригада на той час повністю складалася із добровольчих підрозділів, а також мала 1-шу іноземну роту, в чиїх лавах були представники майже 30 національностей: громадяни Сполучених Штатів, Великої Британії, Грузії, Таїланду, Японії, Чехії, Польщі, Франції, Італії та багатьох інших країн. Дислокувалася у Житомирі.
Бригада в перші місяці війни діяла як своєрідна «пожежна команда», підсилюючи своїми підрозділами українські війська на різних напрямках. Першими бойовими зіткненнями була оборона Києва.
Після оборони Києва частина підрозділів перемістилася на південь, де брала участь в обороні Херсонської і Дніпропетровської області. Зокрема, підрозділи 515-го батальйону «Залізні вовки» брали участь в боях за Високопілля і під Бериславом на Херсонщині. Обороняли і Кривий Ріг, який був за кілька кілометрів від боїв. У квітні 2022 року під Кривим Рогом пройшла бойове хрещення САУ «Богдана» на озброєнні бригади.
5 квітня 2022 на Херсонському напрямку група бійців 515-го батальйону отримала завдання від Сергія Ромашко на просування вздовж залізничної колії по абсолютно відкритій місцевості. Загинуло 20 українських солдат, 3 потрапили у полон. Росіяни виклали відео, як дострілюють українських солдат.
3 червня 2022 року бригада показала удар, де знищувала 3 бронетранспортера, 20 російських солдат і 4 найманців ПВК Вагнера за допомогою РК-3 «Корсар». Бригада працювала у співпраці з 17-ю танковою бригадою та СБУ «Альфа».
30 червня 2022 року бійці 518-го окремого батальйону спеціального призначення почали штурм села Іванівка Бериславського району, а наступного дня, 1 липня, до них приєдналася 60-та окрема піхотна бригада. Того ж дня Іванівка була звільнена. Українські війська захопили 6 російських БМП, а ще дві БМП та гелікоптер Мі-24 — знищили. Під час звільнення Іванівки українці ліквідували близько 50 окупантів, ще 100 поранили.
5 вересня 2022 року підрозділи бригади визволили с. Високопілля під Бериславом на Херсонщині і захопили там 2 одиниці БМД-2 трофеями.
7 вересня 2022 року бригада визволила с. Нова Гусарівка під Балаклією на Харківщині. Згодом старший лейтенант Тарас Березовець бригади сказав, що в цьому селі була позиція «Москва» російських окупаційних військ.
10 вересня 2022 року підрозділи бригади зайшли в центр Ізюма.
Станом на 9 жовтня 2022 року бригада здійснила успішний штурм Куп'янська із форсуванням річки, і мала кілька днів на відпочинок.
10 листопада 2022 року бригада повідомила про визволення с. Борозенське Бериславського району.
На 29 вересня 2022 року командир роти батальйону «Поліська Січ» Володимир Лавренюк («Барні») відвів 80 бійців своєї роти з району с. Весела Долина під Бахмутом. Найманці ПВК «Вагнер», пробравшись через соняшникове поле, захопили ці позиції. Під прикриттям ночі рота під командуванням «Барні» відбила свої позиції.
1 жовтня 2023 року бригада отримала бойовий прапор.
На вересень 2023 року бригада тримала оборону під Лиманом. В умовах 10-кратної переваги росіян у артилерії та відсутності авіапідтримки, українські війська застосовували касетні боєприпаси, які допомагали відбивати російські піхотні штурми.
26 листопада 2023 року бригада посадила РЕБом російський дрон під Бахмутом.
24 грудня 2023 року бригада опублікувала відео знищення російського бліндажа із 10 окупантами біля с. Діброва[уточнити] Донецької області.
13 квітня 2024 року повідомлено, що бригада базуватиметься на Волині. Вона перебуватиме на відновленні, оскільки зазнала втрат у боях. Бригада підпорядковуватиметься Силам територіальної оборони, посилюючи обороноздатність Волинського регіону.
На початок 2025 року вже носила назву не окремої спеціальної, а 1-ї окремої бригади територіальної оборони.

## Структура
- управління (штаб);
- 515-й батальйон «Залізні вовки»[6][23][24][25]
- 516-й батальйон [26][27]
- 517-й батальйон «Гайдамаки»[28][29][30][31]
- раніше - 518-й батальйон «Дике Поле»[10] (розформовано)
- раніше - 8-й окремий стрілецький батальйон
- 43-й окремий батальйон[32]
- Медична рота[33]

## Оснащення
26 грудня 2022 року бригада показала застосування гаубиці САУ 2С22 «Богдана».

## Командування
- березень 2022 - лютий 2024: полковник Олег Умінський[35]
- з лютого 2024: полковник Володимир Білюк

## Втрати
Станом на 4 березня 2023 року загинуло 146 військовослужбовців бригади.

### 2022
- 12 травня 2022 — Довгань Василь Сергійович, сержант, командир відділення. Чернігівська область.[36]
- 16 травня 2022 — Міщенко В'ячеслав В'ячеславович, солдат. Троїцьке, Луганська область.[37]
- 28 травня 2022 — Дерех Віталій Мирославович, молодший сержант. Попасна.[38]
- 30 червня — Логвінов Андрій Іванович («Тунгус»), народився у селі Седнівка Кіровоградської області, загинув під час штурмових дій біля села Іванівка Бериславського району Херсонської області.[39][40]
- 7 липня 2022 — Олефіренко Євген Валерійович («Елвіс»), лейтенант. Бахмут.[41]
- 18 липня 2022 — Люк Люцишин («Скайуокер»), бойовий медик, 517-й батальйон. року, Григорівка, Донецька область.[42][43][44]
- 18 липня 2022 — Браян Янг («Рагнар»), солдат, 517-й батальйон. Григорівка, Донецька область.[45][43]
- 18 липня 2022 — Едвард Селандер Патріньяні, солдат, 517-й батальйон. Григорівка, Донецька область[46][43]
- 26 вересня 2022 — Вещевайлов Олексій («Лєдяй», ерзянською «Жнець»), солдат. Ерзянський доброволець. Загинув під Бахмутом.[47][48]
- 17 жовтня 2022 — Дідура Петро Юрійович, солдат. Луганська область.[49]
- 31 грудня 2022 — Лавренюк Володимир («Барні»), лейтенант, командир роти. 25 років, с. Пустельники Житомирської області. Загинув під Бахмутом.[28][17]

### 2023
- 29 липня 2023 — Сахно Руслан, старший солдат, 517-й батальйон.[50][51]
- 4 серпня 2023 — Герасимчук Вадим Миколайович, солдат. Загинув поблизу смт Ямпіль на Донеччині.[52]
- 6 жовтня 2023 — Соломчак Святослав, солдат. Донецька область.[53]
- 2 грудня 2023 — Торгонський Дмитро Валентинович, командир роти, 517-й батальйон. Загинув поблизу сел. Хромове Бахмутського району.[54]

## Традиції
1 липня 2022 року ухвалено Положення про емблему «Символ Братства Богуна». Цю емблему має право носити той військовослужбовець бригади, який дотримується 12 духовних та суспільних принципів.

## Вшанування
28 жовтня 2022 року на пленарному засіданні Криворізької міської ради депутати ухвалили рішення про перейменування парку Суворова, на Парк Першої окремої бригади спеціального призначення ім. Івана Богуна.
У жовтні 2023 року на місці бою 515-го батальйону під Високпіллям відбулося відкриття пам'ятного знаку за ініціативою жителів Високопілля Олени Поплавської та Ярослава Семенюка та за участі родичів загиблих.

### Відзначені
Найвищими державними нагородами відзначені:
- Дерех Віталій Ярославович — молодший сержант Герой України (посмертно).[59][60]